# Cheyletus eruditus
Cheyletus eruditus är en spindeldjursart som först beskrevs av Schrank 1781.  Cheyletus eruditus ingår i släktet Cheyletus och familjen Cheyletidae. Inga underarter finns listade i Catalogue of Life.